# 科学国際安全保障研究所
科学国際安全保障研究所（かがくこくさいあんぜんほしょうけんきゅうじょ、英: Institute for Science and International Security、ISIS）は、「国際安全保障に影響を与える科学と政策の問題」について一般に知らせるアメリカ合衆国の非営利・非政府組織。

## 概要
1993年に設立されたこのグループは、設立者で元IAEA核査察官のデビッド・オルブライトによって率いられている。ISISは、科学者が国内および国際安全保障の主要な問題の解決に積極的に参加する義務があるという信念に基づいて設立された。
ISISは主に次の4つの部分に焦点を当てている。
1. 核兵器 および関連技術の他国やテロリストへの拡散防止
2. 世界中の核活動の透明性向上
3. 国際的な核不拡散政権
4. 核兵器の削減

さらに、ISISは、技術、科学、および政策研究を統合することにより、アメリカおよび国際安全保障に対する核兵器の脅威を軽減するためのさまざまな取り組みのための安定した基盤の構築を目指している。
ISISの有効性はグローバルな「Go-To シンクタンク」ランキングで認められているため、ISISは一貫して世界のトップ25の科学技術シンクタンクに位置付けられ、2015年にはアメリカおよび外交政策シンクタンクのトップの1つに位置付けられている。